# Agave portoricensis
Agave portoricensis ist eine Pflanzenart aus der Gattung der Agaven (Agave).

## Beschreibung

### Vegetative Merkmale
Agave portoricensis wächst mit einzelnen Rosetten. Ihre anfangs etwas hell glauken, später dunkelgrünen, glänzenden, breit lanzettlichen, etwas spitz zulaufenden Laubblätter sind konkav und etwas der Länge nach gefaltet. Die Blattspreite ist 100 bis 150 Zentimeter lang und 15 bis 20 Zentimeter breit. Der Blattrand ist etwas konkav. An ihm befinden sich 2 bis 5 Millimeter lange Randzähne, die in der Regel 15 bis 30 Millimeter voneinander entfernt stehen. Die auffällig dreieckigen, geraden oder rückwärts gerichteten Randzähne entspringen einer linsenförmigen Basis. Der schokoladen- bis kastanienbraune, glänzende Enddorn ist konisch-pfriemlich, etwas gebogen, gelegentlich seitlich zusammengedrückt und an seiner Basis verdickt. Er ist fast bis zur Spitze hin seicht gefurcht oder besitzt einwärts gerichtete Ränder. Der Enddorn ist 10 bis 15 Millimeter (selten bis zu 20 Millimeter) lang. Er ist für ein Mehrfaches seiner Länge herablaufend und in das grüne Blattgewebe eingedrückt.

### Blütenstände und Blüten
Der schmal längliche, „rispige“ Blütenstand erreicht eine Länge von 5 bis 6 Meter. Die Teilblütenstände befinden sich auf fast horizontalen Ästen in der oberen Hälfte des Blütenstandes oder mehr. Die Blütenstand trägt Bulbillen. Die Blüten sind etwa 55 Millimeter lang. Ihre Perigonblätter sind grünlich gelb. Die Zipfel sind 15 Millimeter lang.  Die konische Blütenröhre weist eine Länge von 7 Millimeter auf. Der länglich spindelförmige Fruchtknoten ist 30 bis 35 Millimeter lang.

### Früchte
Die fast kugelförmigen Früchte sind 2,5 bis 3 Zentimeter lang und 2 bis 2,5 Zentimeter breit. Sie sind gestielt und etwas geschnäbelt.

## Systematik und Verbreitung
Agave portoricensis ist auf den Inseln  Puerto Rico und Culebra verbreitet.
Die Erstbeschreibung durch William Trelease wurde 1913 veröffentlicht.

## Nachweise